# 메모리스트 (드라마)
《메모리스트》은 2020년 3월 11일부터 2020년 4월 30일까지 방송된 tvN 수목 드라마이다. 동명의 웹툰을 원작으로 하는 메모리스트는 기억을 읽는 초능력 형사 동백이 미스터리 한 연쇄 살인 사건을 맞닥뜨리면서 벌어지는 이야기를 담은 작품이다.

## 줄거리
국가공인 초능력 형사 동백과 초엘리트 프로파일러 한선미가 미스터리한 '절대악' 연쇄살인마를 추적하는 육감만족 끝장수사극.

## 등장 인물

### 주요 인물
- 유승호 : 동백/성주호 역 (아역 : 이경훈) - 27세, 기억을 읽는 초능력 형사
- 이세영 : 한선미 / 김소미 역 (아역 : 이고은, 정찬비) - 31세, 천재 프로파일러. 걸크러쉬 불러일으키는 최연소 타이틀의 청년 총경
- 조성하 : 이신웅 차장 역 - 53세, 경찰의 2인자

### 동백 주변 인물

#### 서부경찰서 특수형사지원팀
- 고창석 : 구경탄 역 - 55세, 경감. 특수형사지원팀 반장
- 윤지온 : 오세훈 역 - 25세, 동백의 유일한 파트너

#### 사회부 기자
- 전효성 : 강지은 역 - 27세, TVC 방송국 사회부 막내 기자이자 동백의 팬

### 한선미 주변 인물

#### 특별 수사 본부
- 김윤희: 정미자 역 - 40세, 경위. 상황실 팀장. 푸근한 외모에 여유 있는 성격. 항상 결과물만큼은 똑소리 나게 만들어내는 프로
- 정하준: 황봉국 역 - 22세, 경찰대생 신분의 해커. 자기 딴엔 남몰래 선미를 흠모한다지만, 그걸 모르는 사람은 아무도 없다.
- 임세주 : 이슬비 역 - 30세, 경장, 상황실 통신 담당요원. 안경 쓰고 일하는 모습은 똑 부러지지만, 강력 사건 자료를 볼 때면 비위가 약해 힘들어하는 순딩이.

### 광역수사대
- 손광업 : 변영수 역 - 45세, 고급간부 총경. 베테랑 광역수사대장
- 오치운 : 민성한 역 - 40대, 경감, 수사팀장. 현장 지휘관. 잔머리 굴리지 않고 사건에만 달라붙는 우직한 베테랑.
- 박응수 : 장기대 역 - 광수대 소속 경사
- 김서경 : 임칠규 역 - 30대, 광수대 소속 경사. 일명 '임플란트' 경마와 토토를 즐기는 나이롱 경찰. 2년 전 동백과 주먹질하다 앞니를 잃고 임플란트를 두 개나 박아 넣은 원수 중의 원수
- 문정기 : 권운장 역 - 29살, 임칠규의 파트너. 임칠규 형사의 눈치를 보지만, 동백의 팬

### 지우개
- 이영진 : 서희수 역 (아역 : 조혜주) - 동백의 누나. 지우개(기억을 지우는 초능력) 살인마

### 그 외 인물
- 김미경 : 공 여사 역 - 경찰서 미화원
- 유건우: 우석도 역 - 북부지검 에이스 검사
- 차순배 : 임중연 역 - 서울북부지검장
- 김낙균 : 형사 역
- 조석현 : 북부지검 검찰 계장 역
- 김지인 : 윤예림 역 - 공여사의 딸. 납치 피해자
- 최서령 : 김서경 역 - 의식불명이 된 세 번째 피해자
- 마성민 : 이빨갱 역
- 이승철 : 박기단 역 - 사이비 교주
- 김미혜 : 기자 역
- 손상경 : 한만평 역
- 염지윤 : 여지숙 역 - 서부지검 부장검사
- 김익태 : 남영문 박사 역
- 이승하 : 염화란 역 - 화가. 20년 전 폐지 줍는 노인과 손녀를 살해한 여자
- 조한철 : 진재규 역 (젊은시절 : 최승윤; 아역 : 서은율) - 집행자
- 방준호 : 오연탁 역 - 해머 매니지먼트 대표
- 신영규 : 김민곤 역 - 오연탁 부하 직원
- 유하복 : 조성동 역 - TVC 방송국 사장. 집행자의 살인 사건 와서 매번 특종 내던 기자
- 홍승희 : 이보연 역
- 이소윤 : 심상아 역 - 진재규의 온실 관리인. 진재규의 수양 딸
- 권은성 : 윤현수 역 - 심상아 아들
- 정영섭 : 윤이태 역 - 심상아의 남편
- 유지혁 : 곽희주 역
- 서광재 : 최씨 역
- 강민아 : 초원 역 - 동백의 첫사랑
- 문정대 : 천기수 계장 역 - 아들이 대리죽음 당한 비리 경찰
- 안재모 : 방준석 역 - 前 국회의원. 심배사건 8번째 가해자
- 이신기 : 문용강 역 - 방의원의 비서. 문용대의 동생
- 배성일 : 노관규 역 - 심배사건을 목격한 소방관
- 박근형 : 진재규의 아버지 역 - 황필선의 아버지
- 이휘향 : 황필선 역 - WI그룹 회장. 진재규의 이복 누나. 방준석의 어머니. 진재규 친모 살해. 문용대 살해조작 사주
- 노승진 : 유순남 역 - 심배 소방서장
- 김영미 : 은수경 역 - 방준석의 아내
- 나석민 : 김도수 역
- 김해준 : 경호관 역

### 특별 출연
- 하도권
- 박진우
- 김기두
- 최희

## 촬영지
- 지혜의 숲
- 청주 성안길
- 삼촌커피 송도점
- 수원SK아트리움
- 선문대학교 아산캠퍼스

## 시청률
최저 시청률과 최고 시청률은 시청률 조사회사와 지역별로 시청률에 차이가 있을 수 있습니다.
| 2020년      | 2020년      | 2020년         | 2020년       | 2020년 |
| 회차        | 방송일      | AGB 시청률     | AGB 시청률   |        |
| 회차        | 방송일      | 대한민국(전국) | 서울(수도권) |        |
| ----------- | ----------- | -------------- | ------------ | ------ |
| 제1회       | 3월 11일    | 3.272%         | 3.811%       |        |
| 제2회       | 3월 12일    | 2.762%         | 3.098%       |        |
| 제3회       | 3월 18일    | 3.434%         | 4.052%       |        |
| 제4회       | 3월 19일    | 3.175%         | 3.624%       |        |
| 제5회       | 3월 25일    | 3.198%         | 3.491%       |        |
| 제6회       | 3월 26일    | 3.287%         | 3.489%       |        |
| 제7회       | 4월 1일     | 2.851%         | 2.847%       |        |
| 제8회       | 4월 2일     | 2.693%         | 2.772%       |        |
| 제9회       | 4월 8일     | 2.259%         | 2.267%       |        |
| 제10회      | 4월 9일     | 2.894%         | 3.408%       |        |
| 제11회      | 4월 15일    | 2.384%         | 2.393%       |        |
| 제12회      | 4월 16일    | 2.809%         | 3.291%       |        |
| 제13회      | 4월 22일    | 2.199%         | 2.273%       |        |
| 제14회      | 4월 23일    | 2.701%         | 2.403%       |        |
| 제15회      | 4월 29일    | 2.160%         | 2.195%       |        |
| 제16회      | 4월 30일    | 3.293%         | 3.408%       |        |
| 평균 시청률 | 평균 시청률 | 2.836%         | 3.051%       |        |

## OST
다음은 오리지널 사운드트랙(OST) 싱글 앨범에 포함된 곡들이며, 정렬기준은 출시 순입니다.

### Part.1
- Til the end (이승열) - 2020년 4월 2일 발매

## 참고 사항
- 본 드라마는 픽션이며, 실제와 관련 없음을 밝힌다.
- 본 화면은 레터박스로 구성되었다.

## 같이 보기
- 대한민국의 텔레비전 드라마 목록 (ㅁ)
- 2020년 대한민국의 텔레비전 드라마 목록
- 웹툰을 원작으로 한 텔레비전 드라마 목록
- 메모리스트